# Siagnole
Die Siagnole (im Oberlauf Vallon du Fil genannt) ist ein Fluss in Frankreich, der im Département Var in der Region Provence-Alpes-Côte d’Azur verläuft. Sie entspringt im nördlichen Gemeindegebiet von Mons, entwässert mit mehreren Richtungswechseln generell in südöstlicher Richtung und mündet nach rund 20 Kilometern an der Gemeindegrenze von Mons und Callian als rechter Nebenfluss die Siagne.

## Orte am Fluss
(Reihenfolge in Fließrichtung)
- La Lubi, Gemeinde Mons
- Le Château de l’Esclapon, Gemeinde La Roque-Esclapon
- La Tuilière, Gemeinde Mons
- Le Fil, Gemeinde Mons
- Mons
- Les Moulins, Gemeinde Mons
- Les Ajustadous, Gemeinde Mons

## Sehenswürdigkeiten
- Roche Taillée, Überreste einer altrömischen Wasserleitung von Mons nach Fréjus aus dem 2. Jahrhundert – Monument historique[4]
- Gorges de la Siagnole, Sehenswerte Schlucht am Unterlauf des Flusses